# Jile
Jile (kinesiska: 吉乐乡, 吉乐) är en socken i Kina. Den ligger i provinsen Sichuan, i den sydvästra delen av landet, omkring 380 kilometer söder om provinshuvudstaden Chengdu. Antalet invånare är 3 605. Befolkningen består av 1 734 kvinnor och 1 871 män. Barn under 15 år utgör 35 %, vuxna 15-64 år 60 %, och äldre över 65 år 3,0 %.
Genomsnittlig årsnederbörd är 1 211 millimeter. Den regnigaste månaden är juli, med i genomsnitt 275 mm nederbörd, och den torraste är januari, med 5 mm nederbörd.